# Маријана Каповић Соломун
Маријана Каповић Соломун (Соколац, 2. август 1978) српски је доктор наука у области шумарства и редовни професор на Шумарском факултету у Бањој Луци.

## Биографија
Средњу електротехничку школу завршила је 1997. у родном граду. Дипломирала је 2005. на Шумарском факултету у Бањој Луци. На Шумарском факултету у Београду магистрирала је 2009. одбраном рада Дистрична смеђа земљишта – својства, класификација и њихов шумско-еколошки значај у Републици Српској и докторирала 2013. одбраном тезе Шумска земљишта планине Јавор у Републици Српској. Усавршавала се 2012. из области деградације земљишта на Универзитету у Мисурију, Сједињене Америчке Државе, и 2019. из области одрживог управљања земљиштем на Универзитету у Дрездену, Њемачка. На Шумарском факултету у Бањој Луци бирана је за асистента 2006, вишег асистента 2009, доцента 2013. и ванредног професора 2019. године и редовног професора 1. март 2025. На истом факултету била је шеф Катедре за силвиекологију (2013–2017) и продекан за научноистраживачки рад (2017–2021). До 2023. је обављала функцију декана Шумарског факултета. На Шумарском факултету у Београду 2020. изабрана је за професора по позиву. До 2021, као ауторка или коауторка, објавила је око 60 радова. Изабрана је као члан је научног тијела Конвенције УН за борбу против дезертификације/деградације земљишта (2018-2022) и копредсједавала је Међународним техничким панелом за земљиште (2020). Добитница је награда Министарства за научнотехнолошки развој, високо образовање и информационо друштво РС за научна достигнућа у 2018, 2019. и 2020. години, награде Универзитета у Бањој Луци за остварене међународне резултате у научноистраживачком и образовном раду у 2018. и 2019., Златне повеље општине Соколац, те награде Капетан Миша Анастасијевић за научноистраживачки рад. Најнаграђиванија је научница у својој области у Босни и Херцеговини. Као први аутор објавила бројне радове у високо рангираним часописима. Рецензент је бројних међународних часописа Geoderma, Land Degradation and Development, Environmental Science and Policy и други. Координатор је бројних међународних пројеката, те кључни експерт за област земљишта, природом инспирисана рјешења, деградацију земљишта и животну средину. Ангажована је од стране Европске Комисије као евалуатор Хоризон пројеката. Оснивач је и потпредсједник Удружења жена за борбу против деградације земљишта и заштиту животне средине „Мајка природа“. Била је кандидат СНСД за одборника у Скупштини града Бања Лука. Члан је предсједништва Градског одбора СНСД Бања Лука.

## Важнији радови
- Policies can help to apply successful strategies to control soil and water losses. The case of chipped pruned branches (CPB) in Mediterranean citrus plantations (коауторка), Land Use Policy 75 (2018) 734–
- 745;
- Assessing land condition as a first step to achieving land degradation neutrality: A case study of the Republic of Srpska (коауторка), Environmental Science and Policy 90 (2018) 19–27;
- Understanding the role of policy framework on land degradation in stakeholders perception from a post conflict perspective of Bosnia and Herzegovina (коауторка), Land Degradation and Development 32–12, Special issue article (2020) 3393–3402;
- Healthy Soils – Healthy People, Reality of Balkan Region (коауторка), The Soil-Human Health-Nexus (editor R. Lal), New York 2020, 223–248;
- Long-term fire effects on vegetation and topsoil properties in beech forests of Manjaca Mountain (Western of Bosnia and Herzegovina) (коауторка), International Journal of Wildland Fire 30 (2021) 269–282.